# Шведская женская гимназия (Выборг)
Шведская женская гимназия (швед. Fruntimmersskolan i Viborg) — среднее общеобразовательное заведение, существовавшее в период с 1788 по 1937 год в Выборге, первая государственная женская гимназия в странах Северной Европы.

## История
В 1784 году указом императрицы Екатерины II Выборгская губерния была преобразована в Выборгское наместничество. Общероссийские губернские, городские и судебные учреждения, введённые в наместничестве на основании «Учреждений для управления губерний» и Городового положения, сближали устройство Российской Финляндии с другими территориями империи. Вместе с тем, языком официального делопроизводства, как и в Остзейских губерниях, оставался немецкий язык. Поэтому главное народное училище, учреждённое в 1788 году согласно Уставу о народных училищах от 5 (16) августа 1786 года, было немецкоязычной школой («нормальшуле»), подчинявшейся управлению немецких школ в Петербурге. Школа имела четыре класса, в которых занимались в общей сложности 67-99 учеников, в основном детей чиновников и зажиточных купцов. С открытых в школе классов для девочек началась история первого в Северной Европе государственного среднего женского учебного заведения.
24 января (5 февраля) 1803 года Александр I утвердил «Предварительные правила народного просвещения», по которым главные народные училища преобразовывались в гимназии или губернские училища. Выборгская «нормальшуле» была отнесена к ведению Дерптского учебного округа и подчинена школьной комиссии Дерптского университета. В ходе реорганизации, проведённой на основании общероссийского «Устава учебных заведений» от 5 ноября 1804 года, двухклассное девичье уездное училище («Töchterschulle zu Wiborg») с 1805 года получает самостоятельную администрацию.
В 1809 году в состав Российской империи вошла Шведская Финляндия, получившая статус Великого княжества. По указу императора Александра I в 1812 году Финляндская губерния, снова переименованная в Выборгскую, была присоединена к Великому княжеству Финляндскому. Поэтому языком официального делопроизводства в губернии стал шведский, а учебные заведения перешли в ведение Боргоской епархии. Тем не менее, немецкий язык оставался языком преподавания до реорганизации 1842 года, когда школа получила шведское название «Fruntimmersskolan i Viborg» («Большая гимназия для барышень в Выборге»). С 1866 года школы Великого княжества Финляндского были отделены от церкви, и женская гимназия перешла в ведение светских органов управления. С 1886 года гимназия стала пятиклассной, а с 1919 года — шестиклассной.
Всего за период существования с 1788 по 1937 год гимназию окончило около 3000 человек. Среди них — первая в Финляндии женщина-профессор Хельсинкского университета Альма Сёдерйельм.

## Здание гимназии

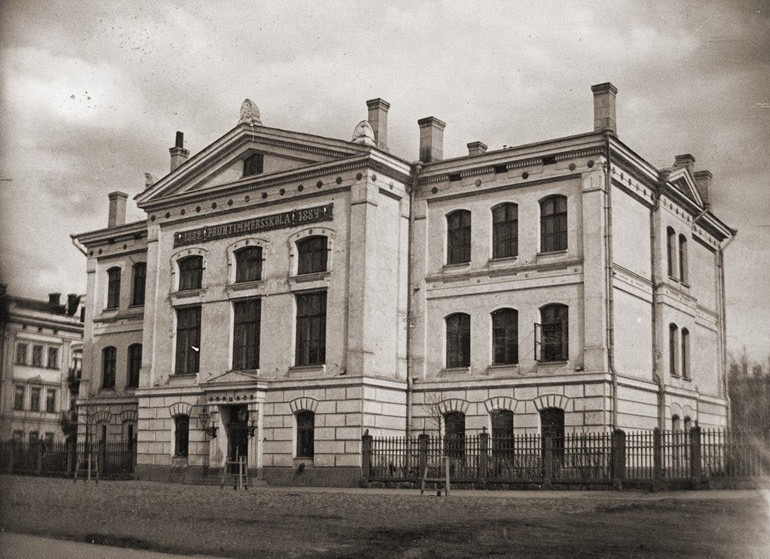
Первоначальный облик здания гимназии

Место положения учебного заведения в Выборге неоднократно менялось до тех пор, пока в 1873 году не было принято решение о строительстве специального здания. В 1874 году под строительство на углу Александровского проспекта и Екатерининской улицы был выделен освободившийся после переноса церкви Всех Скорбящих Радости участок, на котором по проекту К. Ф. Киселёва в период с 1882 по 1885 год под руководством архитектора Якоба Аренберга было возведено трёхэтажное здание в стиле неоклассицизм. При строительстве были засыпаны последние остатки рвов Рогатой крепости. Общая стоимость строительства, оснащения здания и благоустройства участка составила 219 000 марок. Одновременно на противоположной стороне Александровского проспекта было выстроено здание Русской женской гимназии.
В разное время после закрытия гимназии здание занимали различные учебные заведения (в частности, до 1939 года — финская женская гимназия, в послевоенное время — училище механизации сельского хозяйства, с 1963 года — сельское профессионально-техническое училище). С 1995 года в здании размещается Выборгский филиал СЗАГС, преобразованный в 2010 году в Выборгский филиал РАНХиГС.